# Giro del Piemonte 1939
Il Giro del Piemonte 1939, trentesima edizione della corsa, si svolse il 4 giugno 1939 su un percorso di 269,3 km con partenza e arrivo a Torino. Valido come terza  prova del Trofeo dell'Impero 1939, fu vinto dall'italiano Gino Bartali, che completò il percorso in 7h48'45" precedendo per distacco i connazionali Cesare Del Cancia e Fausto Coppi. Dei 75 ciclisti al via, 25 portarono a termine la corsa.

## Percorso
Partenza da Corso Giulio Cesare a Torino, in direzione nord-est verso Settimo Torinese, Chivasso e Cigliano (km 36). Si transitò quindi da Biella (salita) e in diverse località della collina biellese, tra cui Pettinengo, Mosso Santa Maria e Valle Mosso, per scendere poi verso Cossato, Buronzo (km 115,3), Vercelli e Casale Monferrato; da lì si affrontarono nuovi saliscendi sulle colline monferrine e torinesi, transitando nell'ordine da Moncalvo (salita), Asti, Moriondo (salita) e La Rezza (salita). Dalla Rezza discesa e breve tratto in pianura per giungere al Motovelodromo di Corso Casale, sede, dopo 269,3 km, del traguardo di gara.

## Ordine d'arrivo (Top 10)
| Pos. | Corridore          | Squadra    | Tempo    |
| ---- | ------------------ | ---------- | -------- |
| 1    | Gino Bartali       | Legnano    | 7h48'45" |
| 2    | Cesare Del Cancia  | Ganna      | a 1'41"  |
| 3    | Fausto Coppi       | Santamaria | a 3'31"  |
| 4    | Adolfo Leoni       | Bianchi    | a 4'15"  |
| 5    | Olimpio Bizzi      | Fréjus     | s.t.     |
| SQ   | Giovanni Cazzulani | Legnano    | s.t.     |
| 7    | Mario Vicini       | Lygie      | s.t.     |
| 8    | Giordano Cottur    | Lygie      | s.t.     |
| 9    | Salvatore Crippa   | Ganna      | s.t.     |
| 10   | Pietro Rimoldi     | Olympia    | a 4'45"  |